# Platysenta
Platysenta là một chi bướm đêm thuộc họ Noctuidae.

## Danh sách loài
- Platysenta abalas
- Platysenta abida
- Platysenta abstemia
- Platysenta adornata
- Platysenta aeruginosa
- Platysenta agalla
- Platysenta agnata
- Platysenta agnonia
- Platysenta albigera
- Platysenta albigeroides
- Platysenta albipuncta
- Platysenta albolabes
- Platysenta albopicta
- Platysenta apameoides
- Platysenta atriciliata
- Platysenta baalba
- Platysenta bahamica
- Platysenta beata
- Platysenta berinda
- Platysenta carcoma
- Platysenta caustimargo
- Platysenta centralis
- Platysenta cervina
- Platysenta charada
- Platysenta circuita
- Platysenta circulorum
- Platysenta claufacta
- Platysenta concisa
- Platysenta confluens
- Platysenta consaepta
- Platysenta consocia
- Platysenta decens
- Platysenta demittens
- Platysenta dentistrigata
- Platysenta detrecta
- Platysenta discincta
- Platysenta discistrigia
- Platysenta distans
- Platysenta ebba
- Platysenta egestis
- Platysenta europaea
- Platysenta fabrefacta
- Platysenta fea
- Platysenta fidelia
- Platysenta funerea
- Platysenta furtiva
- Platysenta glaucoptera
- Platysenta griseirena
- Platysenta hippia
- Platysenta hypocritica
- Platysenta iaspis
- Platysenta icole
- Platysenta ignitincta
- Platysenta illicita
- Platysenta illustrata
- Platysenta imbella
- Platysenta imitata
- Platysenta implexa
- Platysenta inamoena
- Platysenta inclinata
- Platysenta indecisa
- Platysenta indecora
- Platysenta indelicata
- Platysenta indigens
- Platysenta inquieta
- Platysenta intermittens
- Platysenta kalma
- Platysenta laphygmoides
- Platysenta leucopis
- Platysenta leucoptya
- Platysenta leucostrota
- Platysenta lineata
- Platysenta lucetta
- Platysenta luxa
- Platysenta luxuriosa
- Platysenta melanica
- Platysenta menota
- Platysenta mersa
- Platysenta meskei
- Platysenta micragalla
- Platysenta micrippia
- Platysenta mimica
- Platysenta minuscula
- Platysenta mobilis
- Platysenta mustia
- Platysenta naolina
- Platysenta niphosticta
- Platysenta niveopicta
- Platysenta obsoleta
- Platysenta octophora
- Platysenta orta
- Platysenta otiosa
- Platysenta pagetolophus
- Platysenta pallescens
- Platysenta paragalla
- Platysenta parista
- Platysenta parnahyba
- Platysenta paupera
- Platysenta persicola
- Platysenta plagiata
- Platysenta plumbago
- Platysenta poliopasta
- Platysenta proecellens
- Platysenta prolifera
- Platysenta proxima
- Platysenta punctifera
- Platysenta punctirena
- Platysenta punctosa
- Platysenta pupulla
- Platysenta purpurea
- Platysenta pyrocausta
- Platysenta pyromphalus
- Platysenta pyrosticta
- Platysenta pyrostigma
- Platysenta remissa
- Platysenta roxana
- Platysenta rubrifusa
- Platysenta rufulus
- Platysenta ruthae
- Platysenta samula
- Platysenta secorva
- Platysenta selenosa
- Platysenta semifurca
- Platysenta simulatrix
- Platysenta sobria
- Platysenta stelligera
- Platysenta subaurata
- Platysenta subaurea
- Platysenta subluxa
- Platysenta subornata
- Platysenta sufficiens
- Platysenta summota
- Platysenta sutor
- Platysenta sutrix
- Platysenta temecula
- Platysenta tetera
- Platysenta tibetica
- Platysenta turpis
- Platysenta vacillans
- Platysenta variata
- Platysenta vecors
- Platysenta videns
- Platysenta viscosa